# جيمس الرابع ملك إسكتلندا
جيمس الرابع (1473 – 1513) ملك اسكتلندا وابن جيمس الثالث وولد في 17 مارس 1473، وكان القائد الاسمي للثوار الذين هزموا قوات جيمس الثالث في معركة سوكيبرن في يونيو 1488 وأصبح ملكا عند مقتل أبيه.
اتخذ عند توليه سياسة مختلفة تجاه النبلاء عن تلك التي اتخذها أبوه وأكثر من هذا فقط اظهر لطفا مع الطبقات الأدنى، وكان يتجول بينهم متخفيا، وقلة من ملوك اسكتلندا حازوا على شعبية كالتي حازها جيمس الرابع أو أن عهدهم مر من دون أن تعكر صفوه أي اضطرابات أهلية.
توج في سكون بعد أيام قليلة من توليه وبدأ على الفور في أخذ دور فعال في الأعمال والحكومة. وحدث تمرد بسيط وقمع بسهولة وكذلك استطاع إفشال خطة لبعض النبلاء لكي يسلموه لهنري السابع. بالرغم من هذا فقد كان هنري ينوى العيش بسلام مع جيرانه في الشمال، وبعد وقت نظم زواج ابنته من الملك الإسكتلندي ولكن الأخير لم يطمح للسلام بنفس المقدار، ففي وقتا قصير تزوج جيمس من الأميرة الأنجليزية مارغريت تيدور. في عام 1495 عندما أتى بركين واربيك إلى اسكتلندا وكان يدعي أنه دوق يورك الابن الصغر لإدوارد السادس، فأعطاه جيمس دخلا وعروسا، واستعد لغزو إنكلترا لصالحه، ولأسباب عديدة كانت الحرب منحصرة في غزوات بسيطة على الحدود. وبعد أن ترك واربيك اسكتلندا في عام 1497 تفاوض السفير الإسباني على معاهدة سلام وفي عام 1502 تم ترتيب زواج بين جيمس وابنة هنري مارغريت (1489 - 1541)، وأقيم الزفاف في هوليرود في أغسطس 1503 وهذا الاتحاد هو ما قاد أسرة ستيوارت نحو العرش الإنكليزي.
في الوقت ذاته قام جيمس بسحق تمرد في الجزر الغربية والتي قاد إليها حملات من قبل، وقام البرلمان بإصدار قوانين تعزز سلطة الملك في ذلك المكان. وفي ذلك الوقت أو قبله بدأ يتعامل بالتساوي مع باقي حكام أوروبا مثل ماكسيميليان الأول ولويس الثاني عشر وغيرهم، وأرسل المساعدة لخاله هانز ملك الدنمارك، واستلم الرضى والحظوة من البابا يوليوس الثاني وكان حريصا للحصول على دعمه.
لكن موقعه أضعف بعدما تولي هنري الثامن عام 1509 عرش إنكلترا حيث كانت هناك خلافات موجودة أصلا مع خلافات أخرى عامة وخاصة، فتصاعدت الخلافات بين الملكين، وبدأ القتال في البحر بين سفن الملكين وكانت الحرب وشيكة بسبب اتفاقية تحالف وقعها جيمس مع لويس الثاني عشر عام 1512، وقام نري بجهود كبيرة لكي يمنع أو يؤجل النزاع، لكن جيمس أعلن الحرب بعد أن حثه حلفاؤه الفرنسيون وزوجته رغم نصيحة مستشاريه أو بظهور شبح حذره كما تروي الحكايات.
جمع جيمس قوة كبيرة ومدرعة جيدا واحتل نورهام وقلاعا أخرى في أغسطس 1513، وأمضى بعض الوقت في قلعة فورد، وفقا لإحدى التقارير فقد كان على علاقة غرامية مع زوجة صاحب القلعة، ثم خرج ليقاتل الجيش الإنكليزي القادم والذي يقوده توماس هوارد إيرل سوري. ووقعت المعركة في فلودن أو بشكل أصح عند سفح تل برانكستون يوم الجمعة 9 سبتمبر 1513، وتلقى الاسكتلنديون في المعركة إحدى أقسى هزائمهم على مر تاريخهم. أما الملك فقد قاد جنوده من موقع الأفضلية وقتل في المعركة وهو يقاتل راجلا ومعه معظم نبلائه، وليس هناك أساس للشائعة بأنه هرب من المذبحة.
ترك طفلا شرعيا واحدا هو جيمس ولكن بسبب علاقاته الغرامية العديدة فقد كان لديه العديد من الأولاد غير الشرعيين، ومن هؤلاء (من ماريون بويد) ألكساندر ستيوارت كبير أساقفة سانت أندروز ومستشار اسكتلندا وكان قد قتل في فلودن، وأيضا (من جانيت كينيدي) جيمس ستيوارت إيرل موراي (مات 1544)، ومن عشيقاته الأخرى ات مارغرت دروموند (ماتت 1501).
يظهر أن جيمس كان رجلا شجاعا وكريما، وملكا حكيما ونشيطا، ووفقا لإحدى الروايات فقد كان لديه علم لا بأس به، وخلال عهده حظي البلاط الإسكتلندي بدرجة من المزايا، ودخلت الدولة في السياسة الأوربية كما لم تفعل من قبل، كذلك شجع التعليم وازدهر الأدب في عهده وتسنت الحالة المادية للبلاد. وكان مديرا ومشرعا بارزا قد فعل ما بوسعه لكي يدمر أي نزعة لاستقلال المرتفعات والجزر، ولكن من جهة أخرى فقد كانت إدارته المتسرعة في معركة فلودن قد جلبت التعاسة للدولة.
كان يمس مهتما بالبحرية، وكانت هناك مسابقات تجري برعايته، ويقال أن كان يرتدي حزاما حديديا كتكفير عن نصيبه في مقتل أبيه ومن خلال زياراته المتعددة للمزارات وبتبرعاته للمؤسسات الدينية، اكتسب سمعة كشخص تقي.

## بدايات حكمه
سارع المتمردون المنتصرون إلى توطيد سلطتهم، وفي 12 يونيو، بعد يوم واحد فقط من معركة سوتشيبرن، أصدر الملك الجديد ميثاقه الأول. أُمنت قلعتا إدنبرة وستيرلنغ، وكذلك أموال الملك الراحل وجواهره، وكوفئ قادة المتمردين بمناصب حكومية ومراكز في الأسرة المالكة. تُوج جيمس الرابع بتاريخ 24 يونيو 1488 في دير سكون. لم يشرف رئيس أساقفة سانت أندروز، وليام شيفز، المفضل لدى جيمس الثالث، على مراسم التتويج، إذ تولى روبرت بلاكادير، أسقف غلاسكو، مهمة تتويج الملك الجديد عوضًا عنه. بعد بضعة أيام، حضر جيمس الرابع دفن والده في دير كامبوسكينيث، مشهدٌ وُصف لاحقًا في كتاب السواعي الخاص بجيمس الرابع. استضاف الملك الجديد أيضًا خاله الأكبر، غيرهارد السادس، كونت أولدنبورغ، الذي وصل إلى ليث بأسطول دنماركي في أغسطس، وبقي في اسكتلندا حتى العام التالي.
سرعان ما أثبت جيمس الرابع أنه حاكمٌ رشيد ومؤثر، وعهد بإدارة حكومته إلى باتريك هيبورن، إيرل بوثويل الأول، وأرشيبالد دوغلاس، إيرل أنغوس الخامس، وويليام إلفينستون، أسقف أبردين. هزم تمردًا كبيرًا بقيادة أمير هنتلي وإيرل لينوكس واللورد لايل في عام 1489، وفرض حصارًا على قلاع كروكستون ودوشال ودمبارتون، وهزم جيشًا من المتمردين في غارتلونينغ في ستيرلينغ شاير. أبدى جيمس أيضًا اهتمامًا مباشرًا بإدارة القضاء، فعمل إلى إنهاء العداء بين عشيرتي الموريّ والدراموند في ستراذيرن، وخرج في جولات لإحقاق العدالة عبر المملكة طوال فترة حكمه. منح برلمان اسكتلندا تكليفًا قدره 5,000 جنيه استرليني لتمويل بعثة إلى فرنسا وإسبانيا من أجل البحث عن عروس أجنبية للملك؛ منح البابا إنوسنت الثامن الوردة الذهبية لجيمس عام 1491؛ استُؤنف التحالف مع فرنسا، وأُبرمت معاهداتٌ مع الدنمارك وإسبانيا، وجرى التفاوض على الهدنة مع هنري السابع ملك إنجلترا في عامي 1493 و1494. تلقى جيمس في عام 1494 صولجان اسكتلندا كهدية بابوية من البابا إسكندر السادس. التقى جيمس الرابع بهيو رو أودونيل، ملك تيركونيل في يونيو 1495 بمدينة غلاسكو. كان أودونيل الشخصية الأكثر نفوذًا في أيرلندا الشمالية وعدو لدود لحكومة هنري السابع في أيرلندا، واتفق الملكان، الاسكتلندي والأيرلندي، على تحالف قائم على الدفاع. تباحثا أيضًا حول بيركين واربك، المطالب بالعرش الإنجليزي، الذي كان أودونيل مناصرًا له منذ سنين عدة.
استقبل جيمس الرابع واربك في اسكتلندا في نوفمبر 1495. كان اعتراف ماكسيميليان، ملك الرومان، وفرناندو الثاني وإيزابيلا الأولى، ملكا إسبانيا (الملكان الكاثوليكيان)، وفيليب دوق بورغندي ومارغريت يورك، بمطالبة واربك بالعرش الإنجليزي أمرًا جذب جيمس، لأن تبني قضية واربك من شأنه أن يمنحه نفوذًا دوليًا للسعي إلى تحالفات أوروبية، ومن المؤكد أن تهديد هنري السابع بواربك سيقدم عرضًا أكثر جاذبية للتحالف مقارنة بعرض الملك الإنجليزي. عندما كان فرناندو وإيزابيلا يتفاوضان حول تحالف مع هنري السابع، أدرك جيمس أن إسبانيا ستساعده في صراعاته مع إنجلترا بهدف درء تفاقم الوضع إلى حرب مع فرنسا. وصل السفراء الإسبان إلى إدنبرة، وعُيّن بيدرو دي أيالا فيما بعد سفيرًا مقيمًا خلال الأزمة.
في سبتمبر 1496، غزا جيمس الرابع إنجلترا بالتعاون مع واربك، فدمرا أبراج تيلموث ودودو وبرانكستون وهوتل وقلعتا تويزل وهيتون. ومع ذلك، تراجع الجيش بسرعة عندما استُهلكت الموارد، ولم يتحقق الدعم المأمول لبيركن واربك في نورثمبرلاند. غادر الجيش الاسكتلندي في 25 سبتمبر 1496 عندما اقترب جيش إنجليزي بقيادة اللورد نيفيل من نيوكاسل. عندما وصلت أنباء هذا الغزو إلى لودوفيكو سفورزا، دوق ميلانو في 21 أكتوبر 1496، راسل سفيره في إسبانيا، ليطلب من الملوك الإسبان إحلال السلام بين إنجلترا واسكتلندا. أوكلت مهمة السلام إلى السفير الإسباني في اسكتلندا، بيدرو دي أيالا. لاحقًا، قدم جيمس الرابع، رغبةً منه في التخلص من واربك، سفينة تسمى الوقواق وطاقم مستأجر تحت قيادة قبطانٍ من بريتون يدعى غاي فولكارت. ووُفرت الخيول لثلاثين شخصًا من رفاق بيركين من أجل التوجه إلى السفينة في آير يوم 5 يوليو 1497، حيث أبحر بيركين إلى أيرلندا. في أغسطس 1497، غزا جيمس إنجلترا مرة أخرى، وحاصر قلعة نورهام بقافلة ضخمة من المدفعية، بما في ذلك مونس ميغ.

## السلام مع إنجلترا
اتجه هنري نحو التفاوض على السلام مع جيمس، بسبب استخدام الأخير للحرب كامتداد حازم لدبلوماسيته مع إنجلترا، وإدراك هنري السابع لمدى ضعف الحدود الإنجليزية الاسكتلندية. وُقع على معاهدة أيتون في 30 سبتمبر 1497، بالموافقة على هدنة لمدة سبع سنوات بين اسكتلندا وإنجلترا. كان من المقرر إجراء الشحن والتجارة وفقًا لمعاهدة يورك المبرمة عام 1464، ومُنح حرس الحدود من كلا الجانبين صلاحيات جديدة بإعدام القتلة العابرين للحدود بعد 20 يومًا من الاحتجاز، ومعاقبة اللصوص الذين قُبض عليهم متلبسين، وعدم إيواء أي من الملكين لمتمردي الآخر. عُين ملكا إسبانيا فرناندو وإيزابيلا للتحكيم في النزاعات المستقبلية والقضايا التي لم تُحل بعد مثل التعويض عن الأضرار الناجمة عن الغزوات الأخيرة. طُرحت أيضًا إمكانية تعزيز السلام بين المملكتين بزواج جيمس الرابع من مارغريت، الابنة الكبرى لهنري السابع.
التقى المفوضون الاسكتلنديون والإنجليز في قصر ريتشموند بتاريخ 24 يناير 1502، بعد عدة سنوات من إبرام معاهدة أيتون. واتفقوا على زواج جيمس الرابع ومارغريت، بمهر قدره 35,000 جنيه استرليني، ومعاهدة سلام بين المملكتين. بموجب شروط معاهدة السلام الدائم، يجب أن يكون بين إنجلترا واسكتلندا «على الدوام، سلام وصداقة وتحالف واتحاد كونفدرالي، بصفة تامة، حقيقية وصادقة، فعلية وشرعية وراسخة»، ويجب ألا يشن الملك أو من يخلفه حربًا على الآخر، وإذا انتهك أي من الملكين المعاهدة، فإن البابا سيعاقبهما بالحرمان الكنسي. أقر جيمس معاهدة السلام الدائم مع هنري السابع، أول معاهدة سلام بين اسكتلندا وإنجلترا منذ عام 1328، في مراسمٍ أُجريت على مذبح كاتدرائية غلاسكو في 10 ديسمبر 1502. اكتمل الزواج بالوكالة يوم 25 يناير 1503، في قصر ريتشموند بحضور ملك وملكة إنجلترا، وكان إيرل بوثويل وكيل الملك الاسكتلندي. غادرت مارغريت ريتشموند متوجهة إلى اسكتلندا في 27 يونيو، وبعد عبور الحدود في بيرويك في 1 أغسطس 1503، استقبلها رئيس أساقفة غلاسكو وأسقف موراي في لامبيرتون. في 8 أغسطس 1503، احتفل الملك شخصيًا بزواجه في دير هوليرود، وكان يبلغ من العمر 30 عامًا في حين بلغت عروسه 13 عامًا. تولى روبرت بلاكادير، رئيس أساقفة غلاسكو، وتوماس سافاج، رئيس أساقفة يورك، مراسم الزواج. كُرّم زفافهما بهدية كتاب سواعي جيمس الرابع ملك اسكتلندا، وصُور زواجهما بقصيدة تحت عنوان القصوان والورد (زهرتا اسكتلندا وإنجلترا، على الترتيب)، للشاعر ويليام دنبار، الذي كان آنذاك مستقرًا في بلاط جيمس.
كان من المألوف تأخر إتمام الزواج عند العرائس الشابات في القرون الوسطى، إذ كان الزوجان يبقيان في أسرّة منفصلة أو يتجنبان ببساطة إتمامه حتى تصبح العروس في سن مقبولٍ أكثر. فكان من المحتمل تأخره في زواج جيمس الرابع احترامًا منه لهذا العُرف، إذ لم تنجب مارغريت طفلها الأول حتى بلغت السابعة عشرة من عمرها. كان زواج جيمس الرابع من مارغريت معناه أن هنري الثامن المستقبلي هو الوحيد الذي يقف بين الملك الاسكتلندي والخلافة الانجليزية، إذ أن عدم وجود وريث لهنري أتاح الطريق أمام تسلّم جيمس أو أحد ورثته إذا فشل آل تيودور في إنجاب خلفاء. أسفر حمل مارغريت الأول عن ولادة جيمس، دوق روتسي، في قصر هوليرود في فبراير 1507. لكن هذا الوريث توفي بعد عام في فبراير 1508. في تلك المرحلة، كانت مارغريت حاملًا بطفل ثان، ابنة لم يُعرف اسمها، ولدت وتوفيت في يوليو 1508. في أكتوبر 1509، كانت مارغريت حاملًا مرة أخرى. وُلد ابن ثان وسُمي آرثر، اسمٌ يستذكر شقيق مارغريت الراحل، آرثر، أمير ويلز، ويُذكّر هنري السابع الذي لا يزال دون وريث بأن ابن مارغريت تيودور سيكون الخليفة، إذا لم يتمكن من إنجاب ابن شرعي يخلفه.

## روابط خارجية
- جيمس الرابع ملك اسكتلندا على موقع الموسوعة البريطانية (الإنجليزية)
- جيمس الرابع ملك اسكتلندا على موقع إن إن دي بي (الإنجليزية)